# Slovany
Slovany (em húngaro: Turóctótfalu) é um município da Eslováquia, situado no distrito de Martin, na região de Žilina. Tem 14,3 km² de área e sua população em 2018 foi estimada em 458 habitantes.

## Demografia
| Ano:        | 1994 | 2004   | 2014    | 2024   |
| ----------- | ---- | ------ | ------- | ------ |
| Broj ljudi: | 375  | 410    | 455     | 431    |
| Razlika:    |      | +9,33% | +10,97% | -5,27% |

| Ano:               | 2023 | 2024   |
| ------------------ | ---- | ------ |
| Número de pessoas: | 426  | 431    |
| Diferença:         |      | +1,17% |